# 1995 في التشيك
فيما يلي قوائم الأحداث التي وقعت خلال عام 1995 في التشيك.

## رياضة
- 1 يناير – جائزة التشيك الكبرى للدراجات النارية 1995

## مواليد

### يناير
- 1 يناير – باربورا هوداتشوفا

### مارس
- 7 مارس – ميروسلاف سفوبودا لاعب هوكي جليد تشيكي.

### أبريل
- 18 أبريل – لوبوس روب لاعب هوكي جليد تشيكي.

### مايو
- 7 مايو – توماس ديفوراك
- 31 مايو – ميكال شليغل درّاج طريق تشيكي.

### يونيو
- 14 يونيو – ميروسلاف بوبوف متسابق دراجات نارية تشيكي.

### يوليو
- 8 يوليو – ماريك هافليك لاعب كرة قدم تشيكي.[1]
- 10 يوليو – دومينيك ماسيك لاعب كرة قدم تشيكي.[2]

### أغسطس
- 18 أغسطس – دانيال هولزر لاعب كرة قدم تشيكي.[3]

### سبتمبر
- 20 سبتمبر – دومينيك بريسلير لاعب كرة قدم تشيكي.[4]

### ديسمبر
- 18 ديسمبر – باربورا كرجتشيكوفا لاعبة كرة مضرب تشيكية.

## وفيات

### يوليو
- 21 يوليو – والتر كورنر (مواليد 1898)

### أغسطس
- 11 أغسطس – كاريل بيرمان (مواليد 1919)[5]

### سبتمبر
- 2 سبتمبر – فاكلاف نيومان (مواليد 1920)[6]

### نوفمبر
- 11 نوفمبر – كولومان غوغ (مواليد 1948) لاعب كرة قدم.